# Getto w Mławie

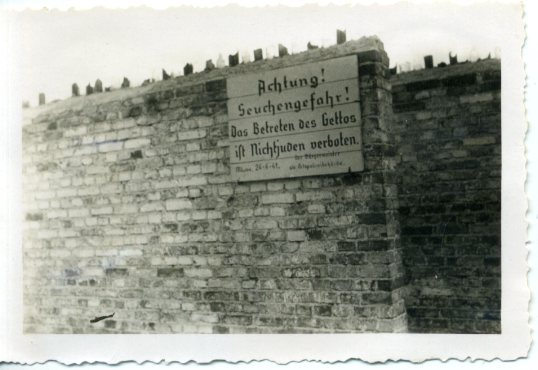
Mur getta w Mławie

Getto w Mławie – getto żydowskie utworzone w Mławie 7–8 grudnia 1940 roku i zlikwidowane pod koniec 1942 roku. W okresie listopad 1939 – listopad 1942 w mieście, a następnie w getcie przebywało ponad 6 tysięcy osób pochodzenia żydowskiego z Mławy oraz przesiedleńców z Sierpca, Drobina, Radzanowa, Szreńska, Zielunia, Makowa Mazowieckiego, Przasnysza, Kuczborka, Bieżunia, a także Lidzbarka, Rypina i Lipna.

## Historia

### Geneza
Mława należała do najbardziej kulturalnych żydowskich miasteczek w Polsce. Ta mała żydowska gmina wydała kilka pokoleń żydowskiej inteligencji. Miasteczko było jak żywe źródło tryskające duchem i wiedzą. [...] I właśnie to źródło zostało zniszczone w pierwszych miesiącach wojny, zaraz po wkroczeniu tutaj niemieckich barbarzyńców.

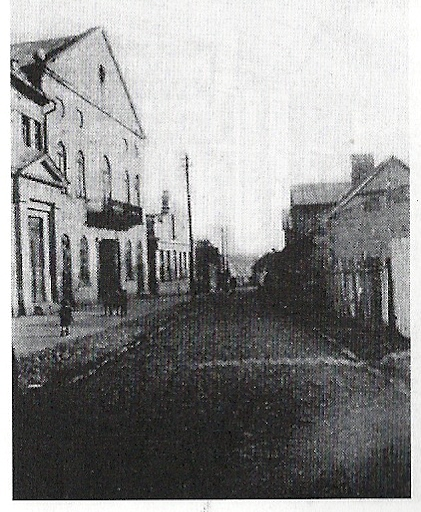
Synagoga przy ulicy Koziej, zdjęcie z początku XX w. Zburzona

W 1939 roku liczba ludności żydowskiej w Mławie wynosiła około 6400 osób (według innych źródeł 8000), co stanowiło około ⅓ ludności miasta. We wrześniu 1939 r. wielu Żydów opuściło Mławę i inne mazowieckie miasta, kierując się na wschód i do Warszawy. W październiku i listopadzie 1939 r., gdy Niemcy wkroczyli do Mławy, wielu Żydów uciekło do ZSRR. 8 października hitlerowcy wcielili Mławę (wraz z północną częścią Mazowsza) do Rzeszy. Tereny Rzeszy miały być judenfrei, więc Niemcy natychmiast rozpoczęli deportacje. W listopadzie 1939 r. do Mławy przybyły setki uchodźców z Lipna, Rypina, Dobrzynia nad Drwęcą. Na początku listopada 1939 r. Niemcy zniszczyli wszystkie synagogi w Mławie i okolicach. Mławska synagoga została spalona, Niemcy zmusili Żydów do oglądania pożaru. 
W 1940 r. do Mławy przybyli kolejni uchodźcy z innych miast. W tym samym roku grupę 4 tys. Żydów wysiedlono z Mławy do Białej Podlaskiej, Kosowa Lackiego, Winnicy, Michałowa Lubelskiego. Osoby psychicznie chore i niepełnosprawne mordowano na miejscu.
Na początku grudnia 1940 r. rozpowszechniły się pogłoski, że Żydzi zostaną wyrzuceni z Mławy. Judenrat próbował unieważnić dekret. Mławscy Żydzi, przy pomocy Judenratu, zapłacili w grudniu 1940 roku 55 000 marek Niemcom. Mimo to, w dniu 6 grudnia 1940 r. o świcie, do Mławy przybyło kilkuset niemieckich policjantów.
Powstanie getta było poprzedzone wyselekcjonowaniem ok. 3 tysięcy Żydów i wysłaniem ich (6 grudnia 1940) do niemieckiego nazistowskiego obozu przejściowego (koncentracyjnego) w Działdowie. Po tej akcji w mieście pozostało 2450 Żydów, którzy zostali w grudniu przesiedleni do getta obejmującego ulice (obszar około 30 hektarów): Warszawską, Długą, Płocką oraz Szewską.

### Życie

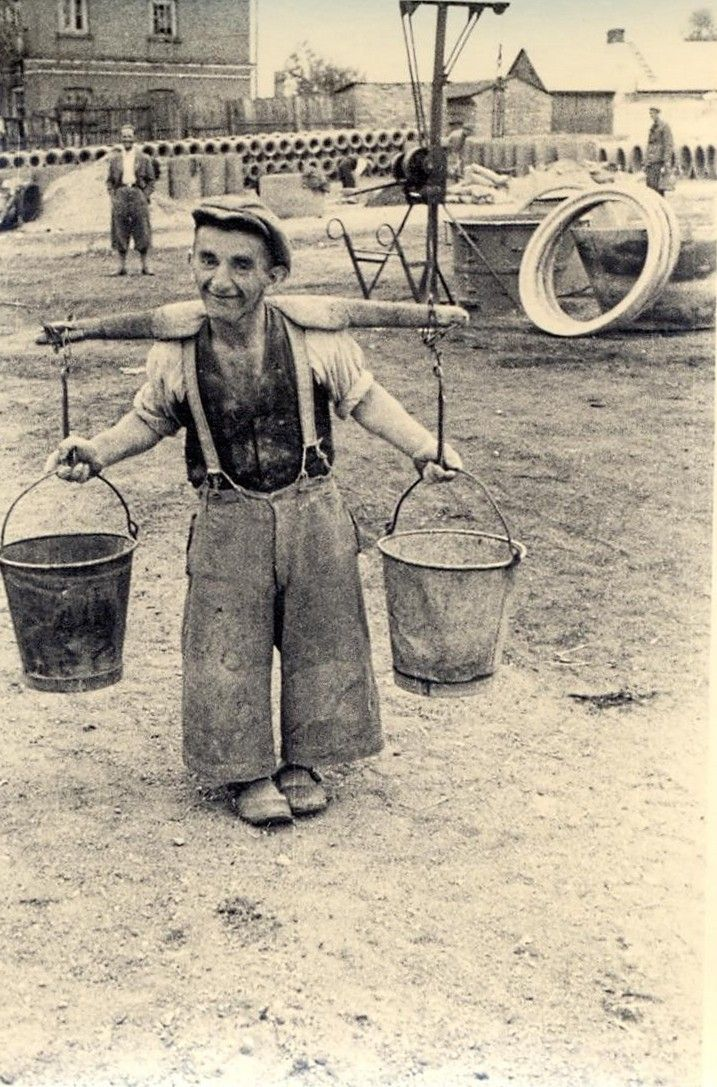
W okresie II wojny światowej na placu przed spichlerzem okupanci niemieccy produkowali kręgi betonowe, przy produkcji których była wykorzystywana ludność żydowska

W okolicach listopada 1941 r. do getta dobudowano część ulicy Warszawskiej, która znajdowała się za miejską pompą wodną i ulicą Smolarnia.
Jesienią 1941 r. pogorszyły się warunki bytowe w getcie, kiedy to w listopadzie 1941 r. przesiedlono do niego około tysiąc Żydów ze Szreńska, Radzanowa i Zielunia. W ten sposób w getcie liczba mieszkańców wynosiła 5 tysięcy osób. Pomieszczeniami mieszkalnymi stały się wszystkie chlewy, stodoły mleczarskie, spichlerze, piwnice i strychy.
Kiedy w getcie wybuchła epidemia tyfusu, Judenrat powołał komisję sanitarną. Komisja wzięła na siebie odpowiedzialność za sprzątanie i sterylizację getta oraz utworzenie małego szpitala, który miał 40 pokoi, pracowała tam jedna pielęgniarka, Fela Ceitag. W szpitalu był ogród warzywny, krowa i koza. Warunki życia w szpitalu były zadowalające, a śmiertelność nie była wysoka, co potwierdzali wizytujący szpital niemieccy doktorzy z Królewca. Władze dostarczały ubrania i jedzenie do szpitala ponad przydzielone dla getta normy (prawdopodobnie z powodu aryjskich pacjentów). Ponieważ większość lekarzy z Mławy uciekła lub została wywieziona, Judenrat sprowadził z getta warszawskiego nowego lekarza – dr. Beno Tiefenbruna, który pochodził z Wiednia. Wkrótce po przyjeździe Tiefenbrun zaraził się tyfusem i zmarł. Po jego śmierci polski lekarz Józef Witwicki za zgodą Niemców opiekował się chorymi, pomagał przede wszystkim w leczeniu ambulatoryjnym. Józef Witwicki regularnie odwiedzał mławskie getto, organizując różnoraką pomoc. Wszyscy mieszkańcy getta zostali zaszczepieni przeciw tyfusowi.
Judenratowi udało się także zorganizować przemyt żywności i ubrań dla getta, która sprzedawana była w sklepie Judenratu w getcie. Część dóbr pochodziła z niemieckich racji, część była nielegalnie kupowana od polskich rolników. W czasie Paschy 5700 (1940 r.) i 5701 (1941 r.) Żydzi mogli piec mace. Przez cały Jom Kipurs roku 5701 (1940) i 5702 (1941) Żydzi mogli modlić się publicznie w swoich prywatnych domach. W murach getta w różnych domach odbywały się Minjan. Minjan miało miejsce także u starszego rabina, uchodźcy ze Szreńska, Yehuda Szraga Lichtig, który przybył do getta w Mławie w listopadzie 1941 r. i stał się rabinem tego getta. Wiele dzieci uczęszczało do małych grup organizowanych przez Judenrat. W getcie istniało nielegalne radio i biblioteka, które zorganizował Dawid Krystal. Osiągnięciem Judenratu było także zorganizowanie ogólnodostępnej kuchni, gdzie każdy potrzebujący mógł dostać ciepły posiłek. Wewnętrzna poczta była połączona z tą miejską.
Niemcy zatrudniali część żydowskich rzemieślników z getta. Od 200 do 500 Żydów pracowało codziennie w robotach przymusowych, takich jak: sprzątanie gruzów, brukowanie ulic, wyburzanie domów, budowanie baraków, sprzątanie ulic miast, załadunek węgla do pociągów; część pracowała w niemieckich i polskich gospodarstwach domowych oraz prywatnych gospodarstwach rolnych. Żydówki wykonywały również pracę przy sprzątaniu miasta oraz w gospodarstwach domowych Polaków i Niemców. Kiedy Żydzi pracowali poza murami getta, byli pilnowani przez Niemców. Setki Żydów wysyłano na pewien czas do różnych obozów pracy w okolicach Mławy. Żydówki z Mławy pracowały przy sadzeniu drzew w ramach obozu pracy kobiet we wsi Bieliny (powiat pułtuski). Judenrat koordynował kalendarz pracowników – każdy Żyd musiał pojawić się w pracy w wyznaczonym dniu tygodnia. Latem 1941 r. 120 mężczyzn wybrukowało drogi w obozie pracy przymusowej we wsi Czernice Borowe. W latach 1941–1942 wielu Żydów mławskich pracowało w obozie pracy przymusowej w Nosarzewie, budując lotnisko i koszary dla niemieckiej bazy wojskowej, a następnie prowadząc remonty. Ich wynagrodzenie było minimalne. W łaźni rytualnej na ulicy Narutowicza w Mławie znajdował się (od 1940 r.) obóz karny (pracy przymusowej), w którym przebywało około 200–300 więźniów (robotników przymusowych) żydowskich, polskich i rosyjskich. Wszyscy więźniowie zaangażowani byli w prace publiczne w Mławie i Nosarzewie. Część Żydów została również wysłana do obozu w Pomiechówku, gdzie więźniowie byli traktowani ze szczególną brutalnością.
Do końca czerwca lub na początku lipca 1941 r. Gestapo zamierzało przeprowadzić rewizję nielegalnych żydowskich mieszkańców getta. Powodem były powroty Żydów, którzy wcześniej z Mławy wyjechali bez wiedzy i zgody Gestapo. Planowano zgromadzić (w niedzielny poranek, kiedy nikt nie musiał pracować) wszystkich Żydów na placu i wtedy sprawdzić dokumenty mieszkańców. Judenrat został poinformowany o planach Niemców, a następnie w nocy przed akcją zorganizował ciężarówki i przemycił w nich większość „podejrzanych”. Przewodniczący Judenratu Eliezer Perlmuter zorganizował dokumenty dla osób nielegalnie przebywających w getcie – dając papiery tych, którzy zostali już skontrolowani przez Niemców. Niemcy aresztowali około 100–200 Żydów, którzy nie mieli przy sobie potrzebnych papierów. Perlmuterowi i innym udało się – przekonawszy Niemców – ich uwolnić i wydać im legalne dokumenty. Było to tym łatwiejsze, że Niemcy zamiast oczekiwanych tysięcy, złapali zaledwie kilkaset osób. Po pewnym czasie uwolnieni Żydzi, już z dokumentami, wrócili do getta.
Problem szmuglowania żywności był zatajany dzięki łapówkom płaconym przez mławski Judenrat, jednak 23 stycznia 1942 r. Niemcy aresztowali 25 Żydów i oskarżyli ich o przemyt. Żydzi ci zostali uwięzieni, a następnie wysłani do różnych okolicznych obozów koncentracyjnych, gdzie ostatecznie zginęli. Icchak Alter, członek Judenratu odpowiedzialny za przemyt żywności do getta, przez około 10 miesięcy był więziony w Königsbergu, a następnie wysłany do Auschwitz, gdzie zmarł kilka dni po przybyciu.
W tę samą noc między 23 a 24 stycznia 1942 r. Niemcy aresztowali Eliezera Perlmutera (zdaniem niektórych Eliezer został tam wezwany), zaprowadzili go do sądu miejskiego w Mławie i tam, podczas przesłuchania, zamordowali. Następnego dnia pozwolono Żydom pochować go na cmentarzu żydowskim. W pogrzebie mogli brać udział tylko najbliżsi krewni, ale wielu ryzykowało swą obecność. Wszyscy bez zezwolenia na wzięcie udziału w pogrzebie zostali aresztowani, większość została zwolniona z aresztu po kilku dniach, lecz 25 osób zostało potem wysłanych do Auschwitz, a ich rodziny poinformowano, że mogą wykupić prochy zmarłych za 150 marek.
Zabójstwo Perlmutera oznaczało początek ostrzejszego traktowania Żydów. Ilość żywności zmniejszyła się, uzyskanie zezwolenia na opuszczenie getta stało się trudniejsze, a przed bramami getta stanęli strażnicy, którzy kontrolowali i konfiskowali szmuglowane towary, co obniżyło jakość życia Żydów.

### Likwidacja
Ostateczną likwidację skupiska poprzedziły jednostkowe mordy, np. 18 kwietnia 1942 r., podczas pierwszej publicznej egzekucji, przed tłumem ludzi gestapowcy z Ciechanowa powiesili na szubienicach 4 młodych mężczyzn (Mosze Boiman, Abram Icckowicz, Kalman Lipski i Dawid Cymerman) za złamanie niemieckiego prawa i przemyt. Czterech ludzi wybranych z tłumu musiało na rozkaz założyć sznury na szyje oskarżonych i usunąć szafoty spod nóg skazańców, a akt oskarżenia był tłumaczony przez Paltiela Cegło na Jidysz, tak by wszyscy go zrozumieli.
Następnego dnia, 19 kwietnia 1942 r., gestapo aresztowało kilku członków mławskiego Judenratu oraz większość żydowskich policjantów. Prawdopodobnie wśród aresztowanych tego dnia znalazł się szef żydowskiej policji Dawid Dawidson (lub Menache Dawidson w grudniu 1941 r.) za niereagowanie na szmuglowanie żywności do getta. W 1942 r. został deportowany do Auschwitz, gdzie zginął. W getcie utworzono nowy Judenrat, na czele którego stanął Paltiel Cegło. Cegło nalegał, by uwolniono kilku aresztowanych Żydów, lecz aresztowanych przetrzymywano w więzieniu przez dwa miesiące.
4 czerwca 1942 r. powieszono 13 mężczyzn (według innych relacji 17) i zastrzelono dwie kobiety. Stacjonujące w Mławie wojska niemieckie zgromadziły wszystkich mieszkańców getta na tym samym co wcześniej placu miejskim (za ulicą Zduńską). Na placu tym ustawiono siedemnaście szubienic, teren otoczyła niemiecka policja i Gestapo. Niemcy poprowadzili 13 Żydów z kajdankami przywiązanych pętlą do szyi (lub też 17 z rękoma skutymi za plecami) do każdej z przypisanych im skrzynek. Żydowska publiczność otrzymała rozkaz milczenia i obejrzenia pokazu. Wszyscy czekali na przybycie spóźnionych oficerów gestapo, którzy przez godzinę czekali na rozkazy z Berlina. Po przybyciu oficerów ogłoszono werdykt: „Mężczyźni będą wieszani, bo żydowscy policjanci i Judenrat nie wypełniali do końca rozkazów niemieckich” przyzwalając na szmuglowanie jedzenia, a kara miała być ostrzeżeniem i pokazem konsekwencji nieprzestrzegania niemieckiego prawa. Niemcy ponownie nakazali widzom, by wyjmowali szafoty spod stóp ofiar. Publiczność nie mogła już dłużej powstrzymywać się od ciszy, a na rynku słychać było wybuchy płaczu i krzyku. Rozkaz zachowania ciszy został złamany, Niemcy zaczęli strzelać do tłumu, kilka osób zostało rannych lub zabitych, przerażeni ludzie uciekali do swych domów. Na placu miejskim powieszono 8 policjantów: Hersz Boimgold, Gdalyahu Lichtenstajn, Chaim Solarski, Chaim Solczanski, Kalman Perlmutter, Symcha Cwajghaft, Hersz Szmuel Korzny i Lajb Romaner. Znane są również dwa nazwiska innych zabitych: Izrael Gutman i Mordechai Wolowski. Tego samego dnia Rachel Lipszyc z domu Zylberberg i Sara Pultusker z domu Yunis zostały przyłapane na pieczeniu chleba z przemycanej do getta mąki i zostały na miejscu rozstrzelane.
W czerwcu 1942 r. powieszono kolejnych 12 policjantów żydowskich.
Latem 1942 r. Paltiel Cegło został wyciągnięty z siedziby Judenratu i osadzony w więzieniu w Ciechanowie. Jego funkcję objął Mendel Czarko. Utworzony został nowy oddział policji (mający zastąpić zabitych policjantów) pod przewodnictwem Szolema Gutmana, kryminalisty. Społeczność getta została poinformowana o zakończeniu wymierzania kary.

Kilka dni lub tygodni po egzekucji Niemcy aresztowali wyznaczonych przez Judenrat 100 Żydów, którzy nie posiadali legalnych zezwoleń na pracę, i podzielili ich na dwie grupy według ich wyglądu: na młodzież i osoby starsze. Te dwie grupy były torturowane i bite, a następnie wywożone na pole, które było opuszczoną fabryką skór i zmuszane do kopania szerokiego rowu. Zakończywszy swoje zadanie, Niemcy wysłali grupę młodzieży do budynku Judenratu, a grupę starców do miejskiego więzienia. 17 czerwca 1942 r. przywieźli obie grupy do swoich okopów (grupa młoda przyszła ze związanymi za plecami rękami), gdzie zgromadziła się już reszta mieszkańców getta. Niemcy wyznaczyli dziesięciu swoich pijanych żołnierzy i rozstawili ich, uzbrojonych w karabiny, po jednej stronie olbrzymiego rowu, a na skraju strony przeciwnej przywozili grupy pięciu młodych Żydów. Odsłoniwszy oczy młodym Żydom, żołnierze oddawali w ich kierunku strzały, a umarli wraz z rannymi wpadli do rowu. Po zakończeniu masakry Niemcy pod ścisłym nadzorem nakazali starszej grupie pogrzebać tych, którzy leżeli w rowie. Po zakończeniu pochówku ludzie zostali wypuszczeni do domów. Powodem masakry 50 osób 17 czerwca było „złe zachowanie podczas wykonywanej wcześniej egzekucji”: 

Podczas egzekucji ludność getta zachowywała się arogancko i wyzywająco, toteż dla przywrócenia spokoju wykonano drugą egzekucję 17.06.1942, w której rozstrzelano 50 Żydów

Komendant lokalnego Gestapo powiedział, że berliński sąd zarządził, że należy rozstrzelać 100 Żydów, by nauczyć przyjmowania kar bez wybuchów emocji, ale lokalne Gestapo uzyskało zgodę na rozstrzelanie „zaledwie” 50 osób, jeśli tym razem tłum będzie zachowywał się „właściwie”.
13 października 1942 r. rozstrzelano 7 kolejnych młodych osób, w większości poniżej 20 roku życia: Szai Ajzner, Abraham Altman, Fajwisz Goldman, Szymon Tobiasz, Mosze Flam, Aharon Kac i Josef Rotman.
Do końca października lub na początku listopada 1942 r. wszyscy Żydzi pracujący w obozach pracy lub prywatnych gospodarstwach rolnych zostali odesłani z powrotem do getta w Mławie. Wszystkie prace, jakie wykonali Żydzi poza terenem getta, również zostały wstrzymane. Niemieccy policjanci bezustannie patrolowali teren getta. Judenrat zmuszony był przygotować listy 2000 osób, z których jedna miała zawierać tylko osoby starsze (powyżej 40 roku życia i te niezdolne do pracy), chore i samotne.
2 listopada z getta w Strzegowie, podległego gettu mławskiemu, przywieziono wielu starszych i chorych; 8 dni później osoby te zostały wysłane do Treblinki. 6 listopada do getta w Mławie przybyło kolejnych 1000 Żydów z Ciechanowa (z czego 300 pochodziło z Makowa Mazowieckiego, pracowali w ciechanowskich obozach pracy).
10 listopada 1942 r. po raz pierwszy osoby starsze i chore (znajdujące się na liście Judenratu) zostały deportowane do Treblinki (stawiwszy się na nią 9 listopada i spędziwszy noc w magazynie). Wśród wysłanych byli rabin Lichtig oraz starsi i chorzy z getta w Strzegowie i Ciechanowie. Nie wolno im było zabierać ze sobą bagażu podręcznego. Deportowani otrzymywali bochenek chleba na dwie osoby i byli pakowani po 50-60 osób do jednego wagonu.
13 i 17 listopada miały miejsce dwie deportacje Żydów z getta w Mławie oraz mieszkańców Ciechanowa do Auschwitz. Przed przeprowadzeniem deportacji Niemcy przeprowadzili „selekcję”. Kandydaci do deportacji zostali zebrani w młynie mącznym w getcie i zmuszeni do uciekania przed żandarmami. Ci, którzy nie biegli tak szybko, jak chcieli, zostali rozstrzelani na miejscu lub rozstrzelani pod murem młyna. Podczas tej selekcji Niemcy pozbawiali Żydów wszystkich ich kosztowności i pieniędzy, które ukrywali.
Po deportacji 17 listopada 1942 r. w getcie pozostało kilkaset Żydów. 18 listopada 1942 r., do Mławy przyjechało około 5 tysięcy Żydów z Makowa Mazowieckiego, którzy po miesiącu zostali deportowani do Auschwitz. 24 listopada 1942 r. do getta w Mławie wwieziono ponad 1000 Żydów ze Strzegowa (całkowita likwidacja strzegowskiego getta), którzy także trafili później do Auschwitz. Ostatnia deportacja z Mławy (do Auschwitz) miała miejsce 10 grudnia 1942 roku. Getto w Mławie zostało zlikwidowane pod koniec 1942 roku.
Uważa się, że w trzech transportach do Auschwitz wywieziono od 6000–7000 Żydów.
Po czterystu latach obecności Żydów w mieście, Mława stała się Judenfrei.

### Ocaleni
Nieliczni, którzy pozostali przy życiu do 1943 r. w Oświęcimiu, uczestniczyli w organizowaniu grupy na rzecz samopomocy mieszkańców Ciechanowa i okolic, a także ruchu oporu w obozie. Wśród nich byli Moszhe Bajlowicz (“Hillel”) z Mławy i Arie Braun („Lajbek”) z Rypina. Arie była uczennicą żydowskiego gimnazjum i członkinią mławskiej HaShomer Hatza’ir. Urodzony w Mławie Becalel Mordowicz i Rozyn, Żyd ze Słowacji zdołali uciec z Auschwitz 27 kwietnia 1944 r. i dali świadectwo wydarzeniom z Auschwitz.
Do czasu zakończenia wojny obozy przeżyło zaledwie 40 Żydów z Mławy. Wraz z Żydami z Mławy, którzy uciekli do USA, wojnę przeżyło nie więcej niż 150 mławskich Żydów.
Niewielu ocalonych powróciło do Mławy po wojnie. 20 osób zarejestrowało się w komitecie żydowskim.
Gmina żydowska w Mławie nie została zrekonstruowana po wojnie. Organizacje byłych mieszkańców Mławy działają w Izraelu, Stanach Zjednoczonych i Meksyku.

## Położenie
Getto składało się z ulic na południe od starego rynku (Stary Rynek), ulicy Szewskiej i Zduńskiej (Tepper Gasse) oraz pustego terenu wzdłuż rzeki Seracz. Na wschodzie granicę getta rozciągano wzdłuż ulicy Warszawskiej, prawie do ulicy Smolarnia. Na zachód od getta znajdowała się ulica Płocka, do skrzyżowania z Długą. Brama getta znajdowała się na Borzniecne, w pobliżu rynku. W centrum miasta getto otoczone było wysokim ogrodzeniem z cegły, a w innych miejscach było ogrodzone drewnem, a nawet drutem kolczastym. Żydowskie domy, których okna wychodziły na Warszawską i Płocką („aryjską” stronę), zostały zasłonięte i zablokowane.
Początkowo przez kilka miesięcy getto było otwarte, co się zmieniło w maju 1941 r., gdy zostało otoczone ceglanym murem oraz płotem z drutu kolczastego. W okolicach listopada 1941 r. do getta dobudowano część ulicy Warszawskiej, która znajdowała się za miejską pompą wodną i ulicę Smolarnią.

## Pracownicy
Pierwszym przewodniczącym Judenratu w 1940 r. został mianowany Eliezer Perlmuter. Następnym przewodniczącym getta został Paltiel Cegla. Po nim funkcję tę objął Mendel Czarko.
W mławskim Judenracie działali również: Mojsze Szpiro, Dawid Rosenberg, Jakub Szczepański oraz Icchak Alter. Przewodniczącym sądu żydowskiego był Herman Mordowicz, a szefem policji żydowskiej Menache Dawidson. Po nim funkcję tę pełnił Szolem Gutman.
W getcie prowadzona była biblioteka (Dawid Krystal), pracował lekarz (doktor Beno Tiefenbrun oraz Józef Witwicki z Armii Krajowej), pielęgniarką była Fela Ceitag. Rabinem getta został szreński rabin Yehuda Szraga Lichtig.

## Upamiętnienie

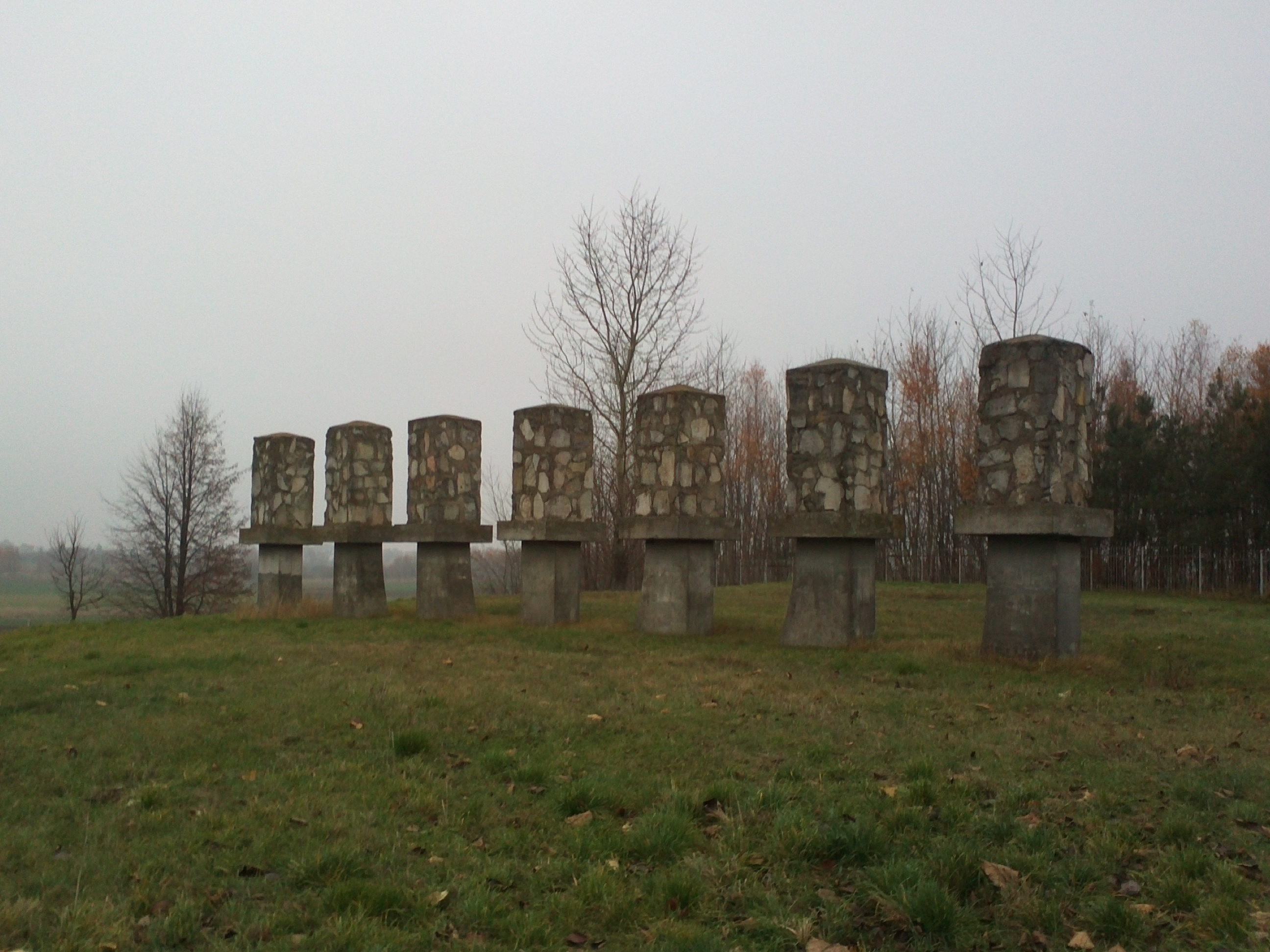
Nowy cmentarz żydowski w Mławie. Siedem filarów pomnika stanowi nawiązanie do ramion menory

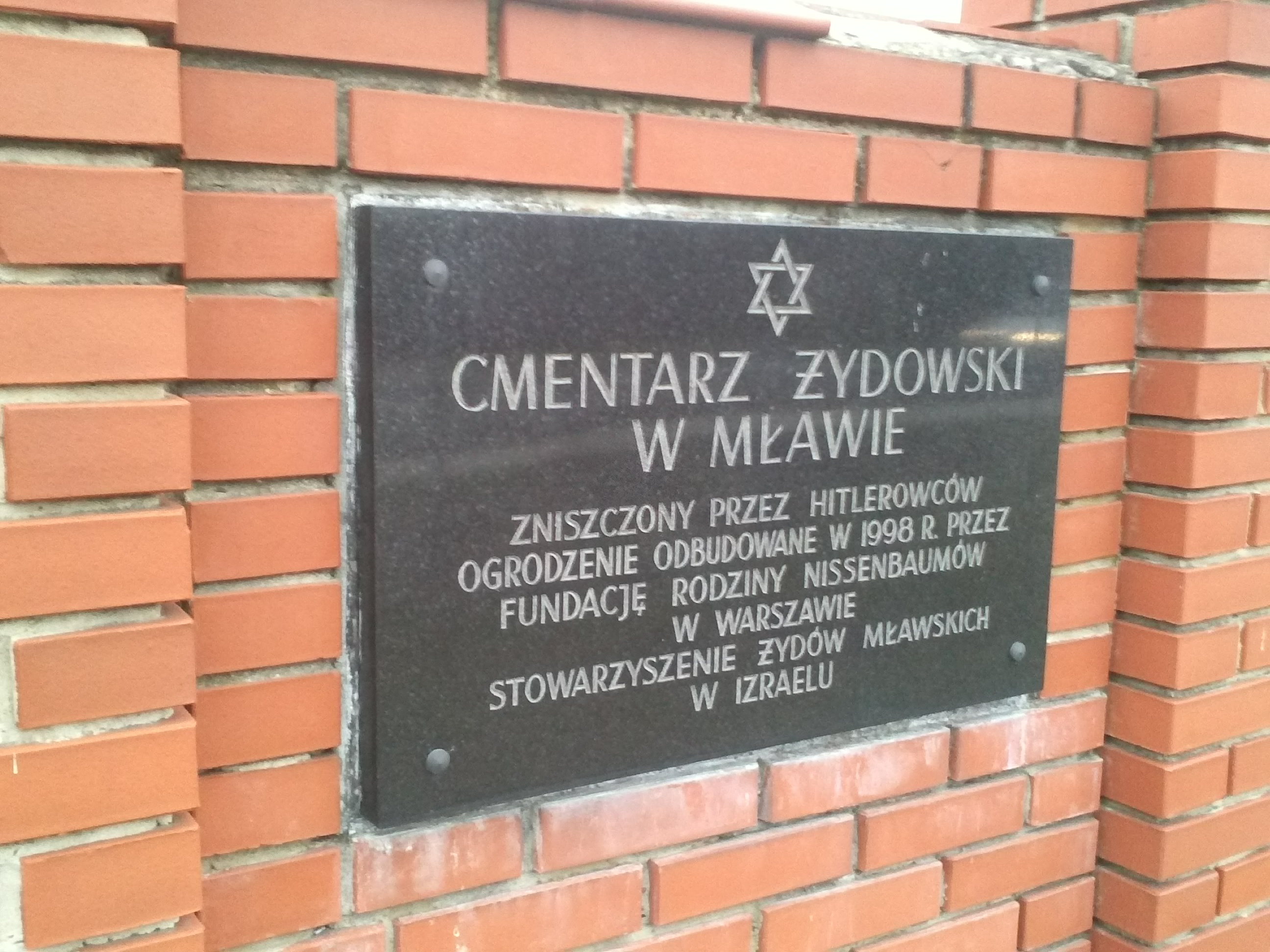
Mława, ul. Warszawska. Cmentarz żydowski. Tablica przy bramie głównej

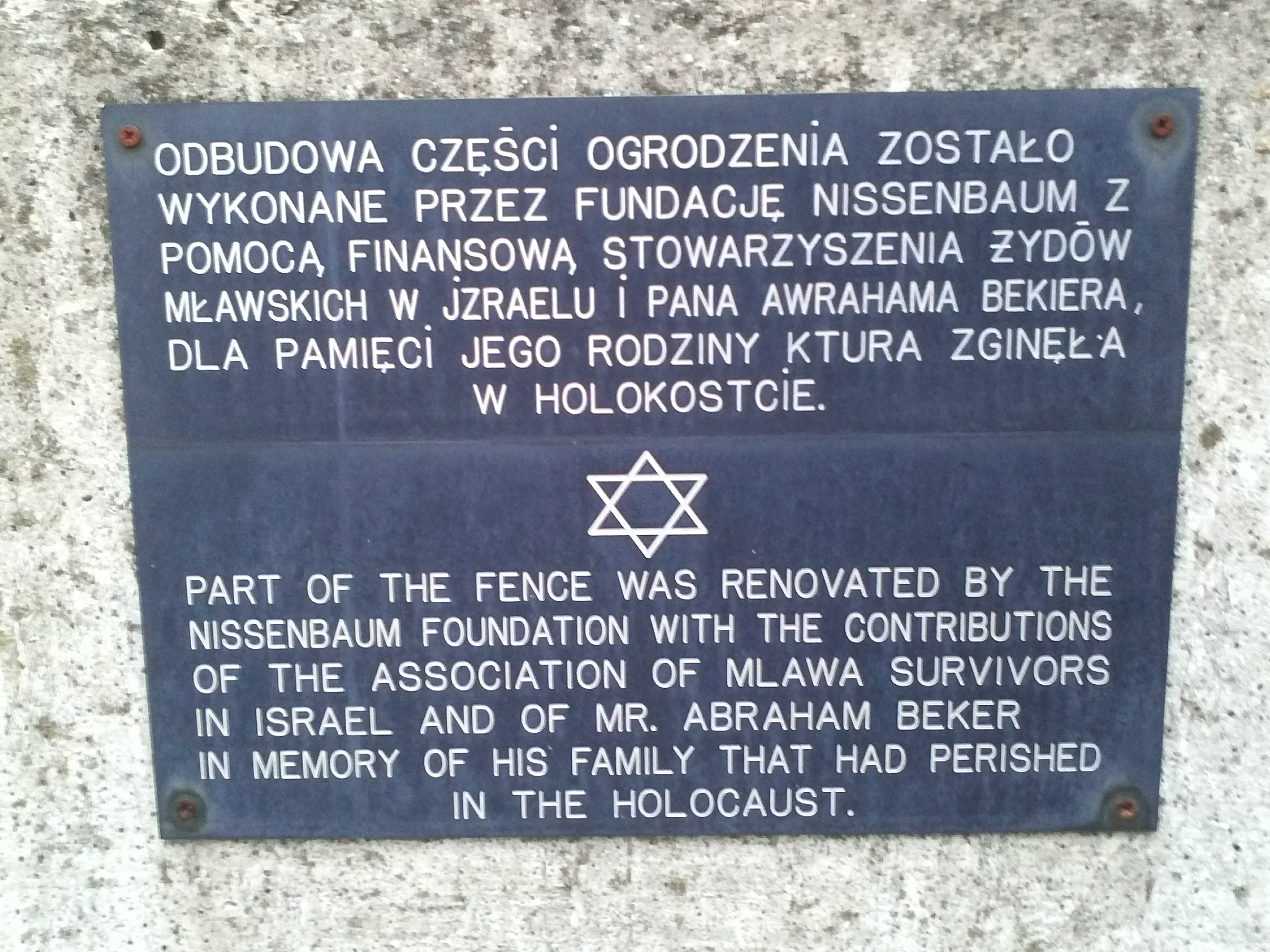
Mława, ul. Warszawska. Cmentarz żydowski

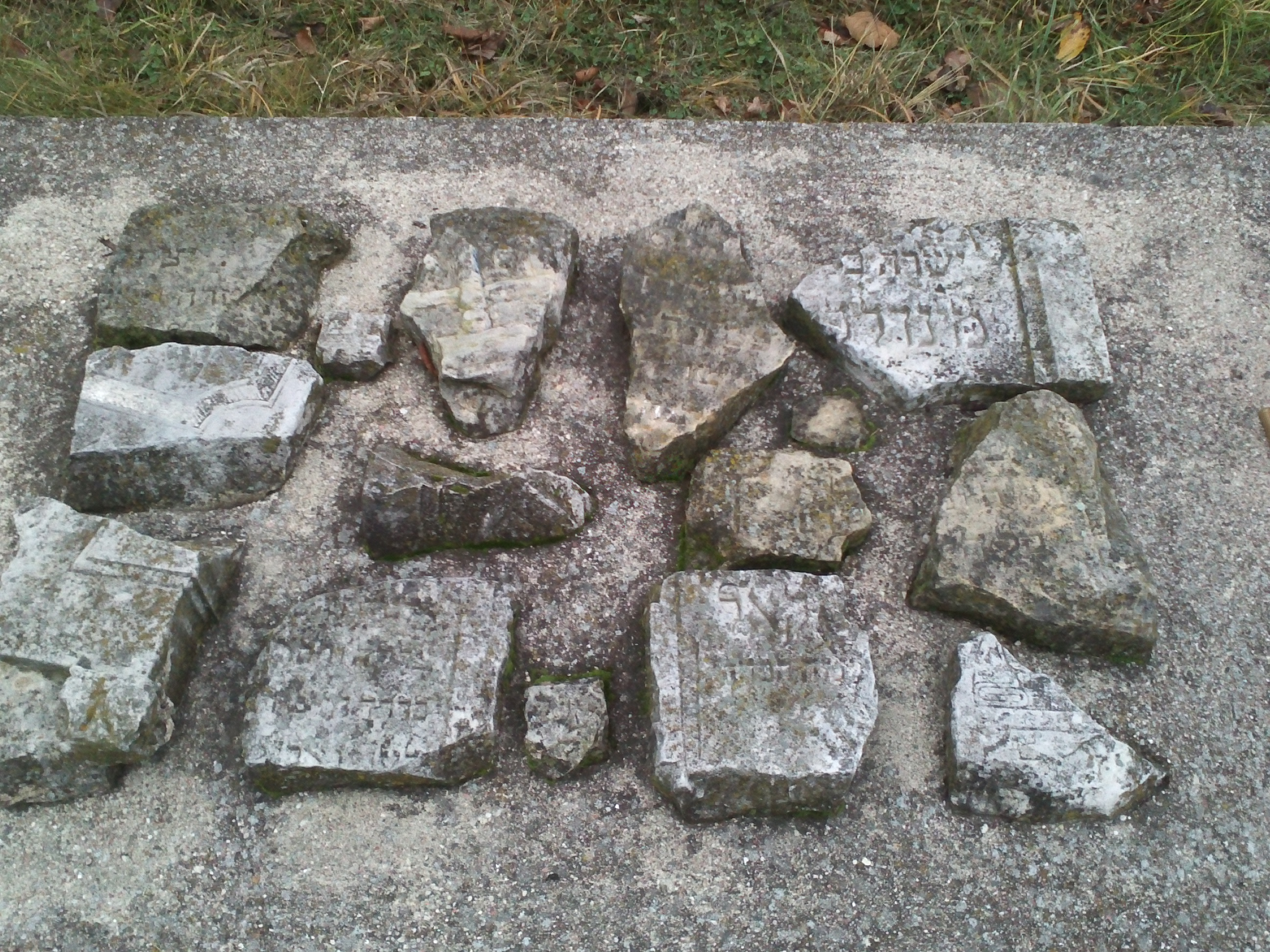
Mława, ul. Warszawska. Cmentarz żydowski. Fragmenty macew z żydowskich grobów

W Mławie powstawały wystawy archiwalnych zdjęć getta oraz (w 2017 r.) miały miejsce obchody 75. rocznicy likwidacji getta w Mławie z udziałem ambasador Izraela. W Melbourne powstał pomnik poświęcony ofiarom Holocaustu, w szczególności mławskim Żydom. Organizacje byłych mieszkańców Mławy działają w Izraelu, Stanach Zjednoczonych i Meksyku.
Mordechaj Canin w swojej książce Przez ruiny i zgliszcza opisuje, jak po wojnie przyjechał do Mławy z nadzieją na znalezienie jakiegoś śladu upamiętnienia niemieckiej agresji i męczeństwa lokalnych Żydów. Opisuje historię lokalnej macewy, która postawiona przez ocalałych z wojny dla upamiętnienia zabitych miejscowych Żydów. Macewa stała kilka tygodni, lecz „polscy chuligani rozbili ją w drobny mak”. Konkluduje: „Nie, nie tylko niemieckie bestie zabijały Żydów, polscy bandyci dołączyli do bandy morderców, a teraz swoim zbrodniczym czynem wymazali nawet pamięć żydowskiej gminy w Mławie. Jeden jedyny człowiek w Mławie potępił zbezczeszczenie macewy. Był to stary ksiądz, który w kościele wypomniał swoim «owieczkom» ich wielką winę.”.